# たんぽぽ (テレビドラマ)
『たんぽぽ』は、1973年から1978年まで日本テレビ系の「月曜スター劇場」の枠で放映されたテレビドラマ。脚本は橋田寿賀子、主演は宇津井健。

## 概要
全5シリーズが放送された。高根元役の宇津井健、高根幸役の音無美紀子、清吉役の佐藤英夫、あき役の杉村春子ら同じ役でシリーズ通して出演した俳優もいたが、シリーズごとに役を変えて出演した俳優の方が多かった。また高根家のきょうだいもシリーズごとに変わっていっているのも特徴だった。

## スタッフ
- 作：橋田寿賀子
- 音楽：山本直純
- プロデューサー・制作：早川恒夫
- 制作：溝口至
- プロデューサー：平林邦介
- 演出：早川恒夫、結城章介、篠木為八男、中山史郎
- 製作：日本テレビ

## シリーズ概要

### 第1シリーズ
- 放送期間：1973年12月3日 - 1974年5月6日
- 出演：
- 高根元：宇津井健
- 高根幸：音無美紀子
- 高根聡：あおい輝彦
大学院のインターン生。
- 高根順：山川ゆたか
大学浪人中。
- 高根知：長谷川諭
- 向井市子：長山藍子
元の亡き父の元愛人で、知の産みの母。
- 稔：松山英太郎
- 真山玲子：松原智恵子
- 稔の母・しげ：三崎千恵子
- 大森紀代：中原ひとみ
学校で知の担任の先生。
- 丹波阿紀子：鳥居恵子
教授令嬢で、稔と親しい。
- ヒロ子：梅沢昌代
稔の許嫁となる女。
- 只見：左とん平
- 青木木工所社長：織本順吉
- 川口伸也（家具デザイナー）：長谷川哲夫
- 川口豊子（川口の母）：中北千枝子
- ペンキ屋（塗り師）・清吉：佐藤英夫
- 玲子の母・ひさ：ミヤコ蝶々
- 高根あき：杉村春子
元たちの叔母

### 第2シリーズ
下町人情の中に現代生活の人間模様!
感動の愛情ドラマ決定版!
身におぼえがない二人の兄弟を預かる破目になった元!「誰がどういったって、かまやしねえや、子は親だけのものじゃねえ、世間の大人はみんな親なんでえ!」涙と笑い感動のホームドラマ－兄弟肉親愛情物語‼︎母情と女心を描く作者が、社会人情愛に新しいメスを入れた問題作‼︎
- 放送期間：1975年4月21日 - 11月3日
- 出演：
- 高根元：宇津井健
- 高根大：林隆三
- 高根幸：音無美紀子
- 高根順：田中健
- 知：長谷川諭
- 直子：斉藤こず恵
- 孝：坂上忍
- 旗野葵（ケースワーカー）：松原智恵子
- 川田勇：柴俊夫
- 市子：長山藍子
- 清吉：佐藤英夫
- 秦野勇：長門裕之
- 川田勝造：太宰久雄
- 由起：梅沢昌代
- 水島愛子（大の恋人）：島村愛子
- 和辻：中村雅俊
知の学校の図画の教師。
- 川田しの（勇の母）：三崎千恵子
- 旗野壮造（葵の父）：内田朝雄
- 旗野ふじ（葵の母）：宝生あやこ
- 秦野京子（秦野の妻）：大森暁美
- 山村園子（知と直子の母）：渡辺美佐子
- あきの夫・沢木政之：下元勉
- あき：杉村春子
ほか

### 第3シリーズ
東京北部の下町人情のなかで　人間愛　肉親愛　嫁と姑の諸々の関係　高根元を中心に愛と憎しみ　悲しみとよろこび……現代人間の問題にメスを入れた　作者独特の作品‼︎
- 放送期間：1976年5月10日 - 10月11日
- 出演：
- 高根元：宇津井健
- 高根大：林隆三
小説家を目指している。
- 高根幸：音無美紀子
- 高根信：桜木健一
- 高根恵：斉藤こず恵
- 関本弘：坂上忍
- 川田朗：小倉一郎
- 藤枝千代：松原智恵子
- 藤枝吉之助：金田龍之介
- 則子：長山藍子
- 薗田糸子：永野裕紀子
- 由美：一柳みる
信の勤め先の銀行の支店長の娘。
- 文吉：中村俊男
- マサ：吉野佳子
弘の育ての親。
- 清吉：佐藤英夫
- トキ：園佳也子
- 君原竹彦：長谷川哲夫
- 川田松造：太宰久雄
朗の父。川田工務店社長。
- 君原勝子：赤木春恵
- あき：杉村春子
ほか
- 主題歌「幸せになるため」（作詞：荒井由実、作曲：村井邦彦、歌：ハイ・ファイ・セット）

### 第4シリーズ
今シリーズでは、元のきょうだいたちは独立し、一人になった元はふとしたことから戸村家の子供たちを育てることになるというストーリーとなっている。1977年8月1日・8月8日放送の回では韓国・ソウルでロケを行い、韓国俳優の史美子、丁允姫もゲスト出演した。
- 放送期間：1977年5月9日 - 10月31日
- 出演：
- 高根元：宇津井健
- 高根大：林隆三
- 高根幸：音無美紀子
- 戸村葉子：坂口良子
- 戸村聡：千葉裕
- 戸村梢：永野裕紀子
- 戸村孝：坂上忍
- 戸村和子：二階堂千寿
- 戸村太：山下隆則
- 長山藍子
- 清吉：佐藤英夫
- 節子：和泉雅子
- 恒太（葉子の恋人）：岡本信人
- 田上：島かおり
和子の失声症の主治医。
- 源介：織本順吉
- 柚木昭二：松山英太郎
- 浜村：山本圭
大学病院の医師。
- 河村：長谷川哲夫
節子の見合い相手。
- みどり（松造の姪）：牧野真理子
- 弥吉（恒太の父）：殿山泰司
- 川田松造：太宰久雄
- 川田ミネ：三崎千恵子
- 戸村雪：浜木綿子
- 戸村昭一（雪の夫）：長門裕之
- あき：杉村春子
ほか
- 主題歌「めぐりあう時に」（作詞：伊藤アキラ、作曲：森田公一、編曲：高田弘、歌：おりも政夫）

### 第5シリーズ
今シリーズでは、元の前に突然異父姉妹（市子、桃子）が現れるという展開から物語が始まっている。
- 放送期間：1978年5月8日 - 10月30日
- 出演：
- 高根元：宇津井健
- 高根信：小野寺昭 - 新聞記者。
- 平松幸：音無美紀子
今シリーズでは、名古屋に嫁いでいる。
- 高根直：大和田獏 - 学校の教師。
- 三好市子：長山藍子
第1シリーズと同じ役名だが、役柄は別。
- 桃子：千野弘美
- 伸子：木原光知子
- 野中千代：松原智恵子
- 野中孝（千代の息子）：坂上忍
- 太郎（直の教え子）：高橋仁
- 平松愛（幸の娘）：西尾麻里
- 相原：高津住男
幸が通う速記学校の教師。
- 香子：鈴鹿景子
信がスクープした強姦犯の娘。しかしこのスクープが元で第12話で自殺を図り、信は責任を感じて香子を見舞うようになる。
- 野中浩吉（千代の夫）：長門裕之
- ひさ（幸の義母）：宝生あやこ
- 川田聡：千葉裕
松造とミネの息子。
- 川田松造：太宰久雄
川田工務店社長。
- 川田ミネ：三崎千恵子
- 高根糸子（元の母）：山田五十鈴[1]（特別出演）
- あき：杉村春子
ほか
- 主題歌：「隠恋慕」（作詞：松本隆、作曲・歌：吉田拓郎）

## サブタイトル
※第1シリーズのみサブタイトルが付いていた。
1. わかってくれない!（1973年12月3日）
2. なんとかなるさ（1973年12月10日）
3. つらい日曜日（1973年12月17日）
4. 恋人なんて関係ない! （1973年12月24日）
5. もう知らないから（1973年12月31日）
6. 今年こそ! （1974年1月7日）
7. 愛はゆれる（1974年1月14日）
8. ひとの気も知らないで（1974年1月21日）
9. 母さんはどんなひと （1974年1月28日）
10. 鬼はそと（1974年2月4日）
11. 春はまだ遠い（1974年2月11日）
12. 誰にも言えない（1974年2月18日）

13. 思い出のために（1974年2月25日）
14.　おかしなおばさん（1974年3月4日）
15.　縁は異なもの（1974年3月11日）
16.　愛のゆくえ（1974年3月18日）
17.　みんなひとり（1974年3月25日）
18.　白鳥のうた（1974年4月1日）
19. わかれても（1974年4月8日）
20.　あの道この道（1974年4月15日）
21.　いつかこんな日が…（1974年4月22日）
22.　人生の並木道（1974年4月29日）
23.　たんぽぽは飛んだ（1974年5月6日）

## 放送局
月曜スター劇場#放映ネット局の節を参照。

## 再放送
テレビドラマシリーズ / 時代劇シリーズ
（1974年7月 - 1982年3月）というテレビドラマの再放送枠で再放送された。